# Feldzeugmeister
Pour les articles homonymes, voir FZM.

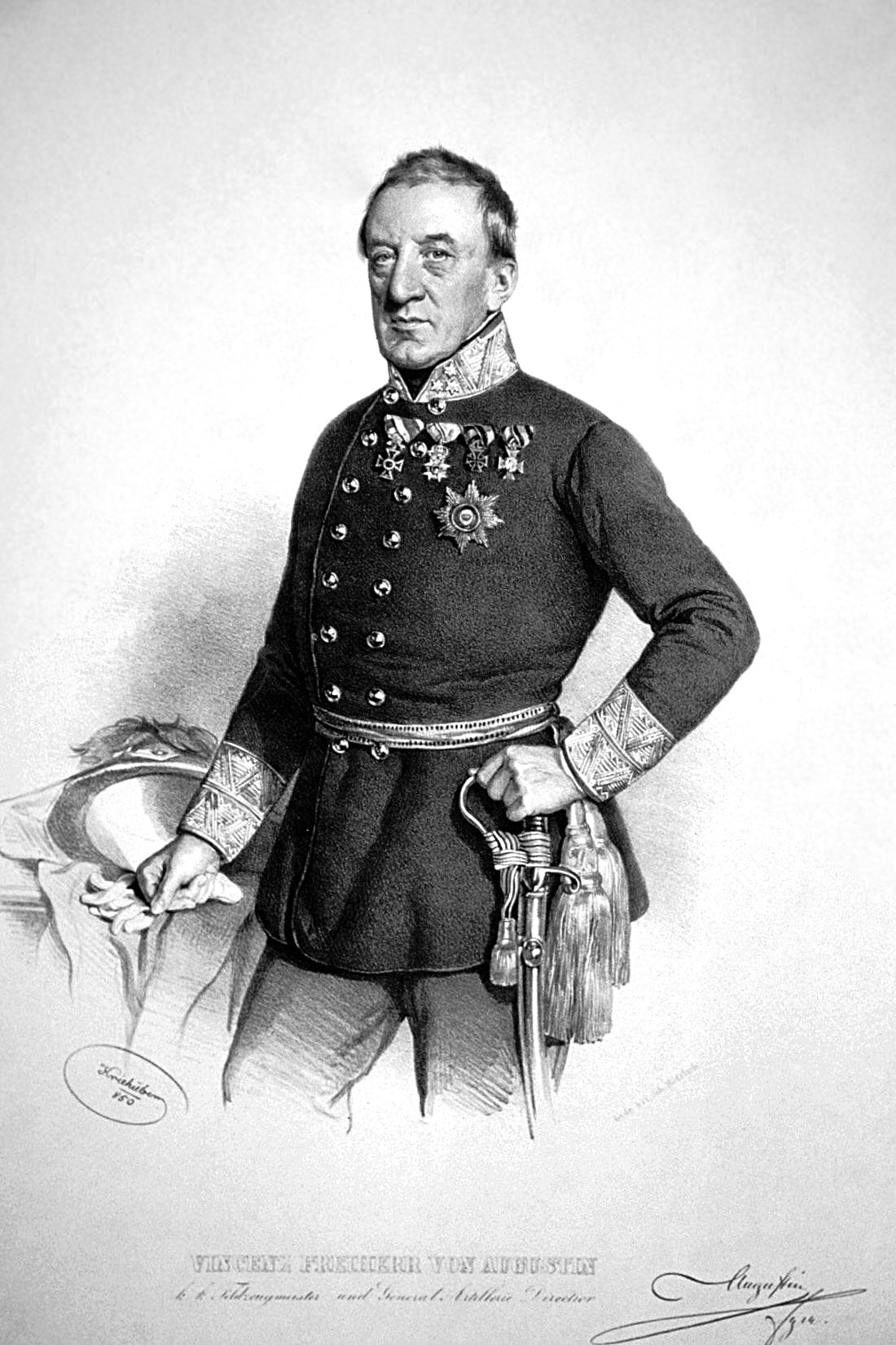
Le Feldzeugmeister Vincenz von Augustin, lithographie de 1850 par Josef Kriehuber.

Feldzeugmeister est un grade de grand officier d'artillerie dans les pays allemands et en Autriche. Il trouve son origine dans les armées de Lansquenets. Il s'agit du grade le plus élevé après ceux de Feldhauptmann et de Maréchal.
Le mot est composé des termes allemands « Feld » (champ), « Zeug » (appareil) et « Meister » (Maître). Le terme « Zeug » désignait la pièce d'artillerie et tout le matériel qui l'accompagnait et dont l'entretien était confié à des armuriers et leurs serviteurs liés contractuellement au chef de guerre et rémunérés. L'ensemble du « Zeug » était sous la tutelle du Generalfeldzeugmeister, nommé chez les Français « Grand maître d'artillerie ». Ce titre existait avant l'apparition de l'artillerie au temps de Philippe VI de Valois (1328-1350) et concernait les engins de siège.

## Allemagne

### Prusse
Le Generalfeldzeugmeister est en Prusse depuis le règne de Frédéric II le commandant en chef de toutes les troupes d'artillerie, et est sur un pied d'égalité avec le Generalfeldmarschall. Il a pour insigne aux épaulettes deux canons croisés. Le grade était auparavant souvent donné à titre honorifique aux princes de la Maison royale qui, selon une règle non écrite, n'étaient avant 1870 pas nommés Generalfeldmarschall. Après 1870, le grade est décerné aux officiers de l'Artillerie qui se sont particulièrement distingués au combat. Le dernier à l'avoir porté est le prince Charles de Prusse en tant que « Chef der Artillerie ».
En 1898 en Prusse, pour remplacer le Bureau de l'Artillerie du Ministère de la Guerre, on crée une « Feldzeugmeisterei » qui ne dépend pas du Ministère, avec un Feldzeugmeister à sa tête remplissant les fonctions de commandant de division. Toutes les fabriques, ateliers, fonderies intervenant dans la manufacture d'armes et de munitions, ainsi que les bureaux d'études et dépôts d'armes sont soumis à sa compétence ; l'Inspection du Train qui vérifie l'acheminement des munitions et du ravitaillement lui est également subordonnée.

#### Chef de la Feldzeugmeisterei
| Grade                                  | Nom                 | Date                                 |
| -------------------------------------- | ------------------- | ------------------------------------ |
| Generalmajor/Generalleutnant           | Emil Stern          | 1er avril 1898 - 17 avril 1901       |
| Generalmajor/Generalleutnant           | Adolf de Gros       | 18 avril 1901 - 14 septembre 1904    |
| Generalleutnant/General der Artillerie | Robert Koehne       | 15 septembre 1904 - 4 avril 1910     |
| Generalleutnant/General der Artillerie | Otto von Bücking    | 5 avril 1910 - 26 juin 1913          |
| Generalmajor/Generalleutnant           | Johannes Franke     | 27 juin 1913 - 23 septembre 1916     |
| Generalmajor/Generalleutnant           | Karl Coupette       | 24 septembre 1916 - 10 décembre 1918 |
| Generalmajor                           | Richard von Berendt | 11 décembre 1918 - 1919              |

### Bavière et Saxe
En 1906, la Bavière remplace l'Inspection de l'Institut des Techniques par une Feldzeugmeisterei ayant son siège à Munich et les mêmes prérogatives qu'en Prusse. Le titre de Feldzeugmeister est une fonction et son titulaire porte le grade de Generalmajor.
En Saxe a existé une Zeugmeisterei avec un Oberzeugmeister à sa tête portant le grade de Generalmajor, ayant son siège à Dresde.

## Autriche-Hongrie

Insigne de col du Feldzeugmeister.

En Autriche-Hongrie, le grade de Feldzeugmeisters (FZM) est un grade d'officier général de l'Artillerie, il correspond à la fois à General der Kavallerie (GdK) et General der Infanterie (GdI).
Jusqu'à la création du grade de General der Infanterie en 1908, les généraux d'Infanterie sont Feldzeugmeister. On les nomme et on les désigne par le terme « Excellence ».

### Feldzeugmeister autrichien (ou austro-hongrois)
(liste non exhaustive)
- Otto Ferdinand von Abensperg und Traun (1677–1748)
- François Joseph Kinsky, (1739-1805)
- Johann Baptist Coronini-Cronberg (1794–1880)
- Anton Prokesch von Osten (1795–1876)
- Ludwig von Benedek (1804–1881)

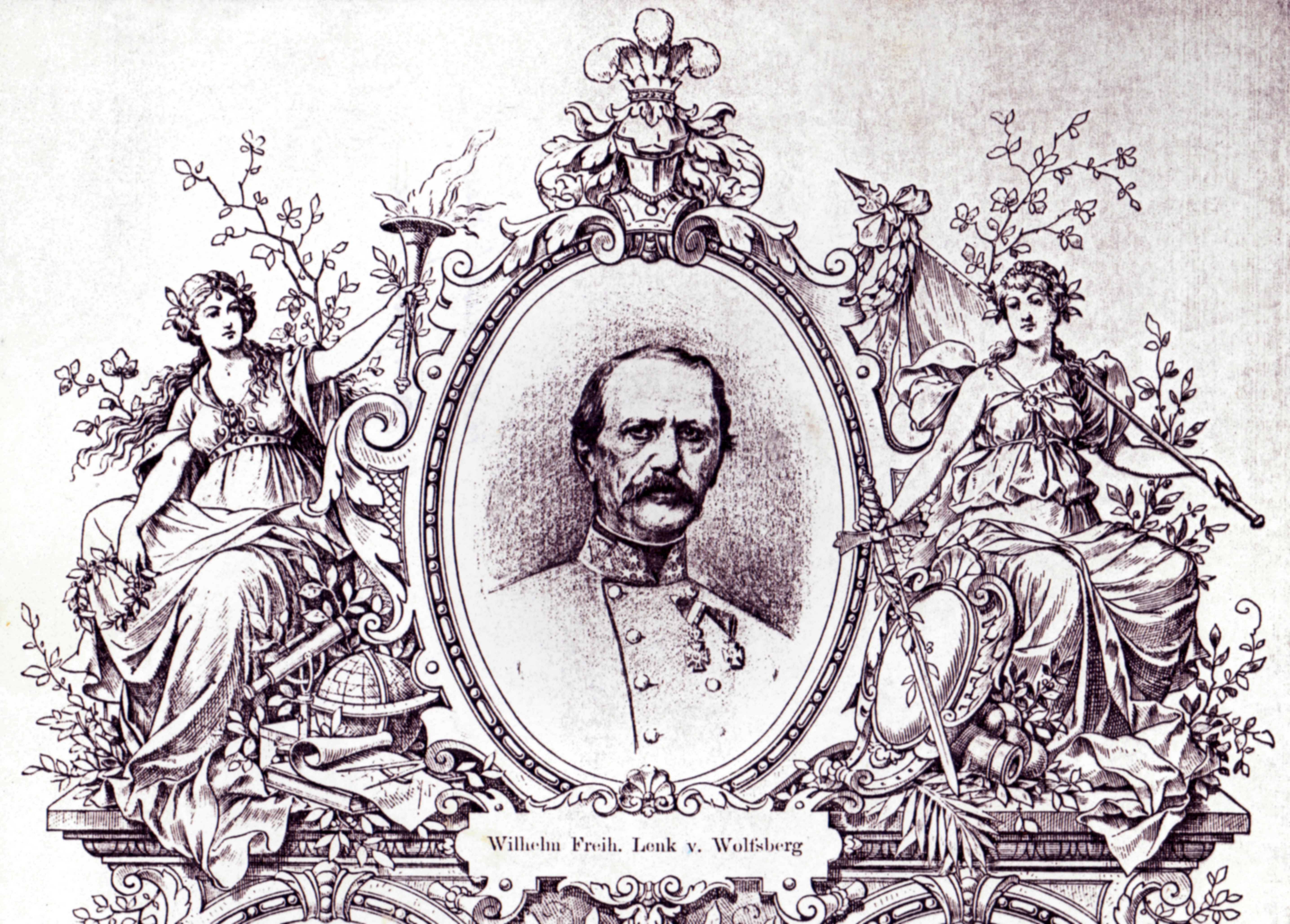
Wilhelm Lenk von Wolfsberg

- Friedrich Freiherr Von  Teuchert-Kauffmann Edler von Traunsteinburg (1889)
- Wilhelm Lenk von Wolfsberg (1809–1894), Propriétaire (Inhaber) du Régiment d'Infanterie no 4 und chercheur en sciences naturelles
- Wilhelm von Österreich (1827–1894)
- Oskar Potiorek (1853–1933), commandant en chef de l'Armée des Balkans, 1914

### Guerres Napoléoniennes
- Maximilien Antoine de Baillet de Latour (1737-1806)
- Theodor Baillet von Latour (1780-1848)
- Jean-Pierre de Beaulieu (1725-1819)
- Ferdinand von Bubna und Littitz (1768-1825)
- Jean-Gabriel du Chasteler (1763-1825)
- Ignácz Gyulay de Maros-Németh et Nádaska (1763-1831)
- Johann von Hiller (1754-1819)
- Louis Aloÿs de Hohenlohe-Waldenbourg-Bartenstein (1765-1829)
- Paul Kray de Krajowa (1735-1804)
- Franz Joseph de Lusignan (1753-1832)
- Guillaume Georges Frédéric d'Orange-Nassau (1774-1799)
- Henri XV de Reuss-Plauen (1751-1825)

### Révolution de mars (1848/49)
- Konstantin Aspre
- Joseph Jelačić, de Bužim
- Julius de Haynau
- Theodor Baillet de Latour
- Laval Nugent de Westmeath
- Ludwig von Welden